# Gianluca Susta
Gianluca Susta (ur. 10 kwietnia 1956 w Bielli) – włoski polityk, prawnik, eurodeputowany i senator.

## Życiorys
Ukończył studia prawnicze na Uniwersytecie Turyńskim. Podjął praktykę zawodową jako adwokat, uzyskał uprawnienia do występowania przed sądami wyższych instancji. Zaangażował się w działalność Chrześcijańskiej Demokracji, był sekretarzem jej młodzieżówki w Piemoncie. Od 1975 sprawował mandat radnego Bielli, od 1992 do 2004 był członkiem zarządu i następnie burmistrzem tego miasta. Następnie przez rok pełnił funkcję przewodniczącego rady prowincji Biella. Zajmował różne stanowiska w organizacjach samorządowych (m.in. wiceprzewodniczącego Krajowego Związku Gmin Włoskich).
Po rozwiązaniu DC należał kolejno do Włoskiej Partii Ludowej i partii Margherita. Od 2007 działał w powstałej z połączenia kilku centrolewicowych ugrupowań Partii Demokratycznej.
Kandydował bez powodzenia w wyborach do PE w 2004 z ramienia koalicyjnego Drzewa Oliwnego. Mandat europosła objął w 2006, zastępując Piera Luigiego Bersaniego. W 2009 uzyskał reelekcję na kolejną kadencję. W 2011 przeszedł z Partii Demokratycznej do ugrupowania Verso Nord, które założył Massimo Cacciari. W 2013 odszedł z Europarlamentu w związku z wyborem do Senatu XVII kadencji z ramienia koalicji Z Montim dla Włoch, w którym zasiadał do 2018. W 2015 powrócił do Partii Demokratycznej, kilka lat później związał się z formacją Azione.